# Mariza Ikonomi
Mariza Ikonomi, née le 12 mai 1993 à Tirana en Albanie, est une chanteuse et compositrice albanaise connue pour sa voix soprano et pour sa versatilité à composer des genres variés.

## Chansons
Quelques-unes de ses chansons les plus appréciables : 
- "Piano e vjetër" ("Vieux piano"),
- "Zjarrin do ta gjej" ("Vous trouverez le feu"),
- "Mbi urë" ("Sur le pont"),
- "Ku është dashuria" ("Où est l'amour").

## Prix
Les prix les plus importants que Mariza a gagné sont les suivants[réf. nécessaire] :
- Kënga magjike 2002 (meilleure chanteuse)
- Festival RTSH 2004 (seconde place)
- Kosova fest 2005 (première place)
- Festival RTSH 2007 (troisième place)